# Fotohaus Preim

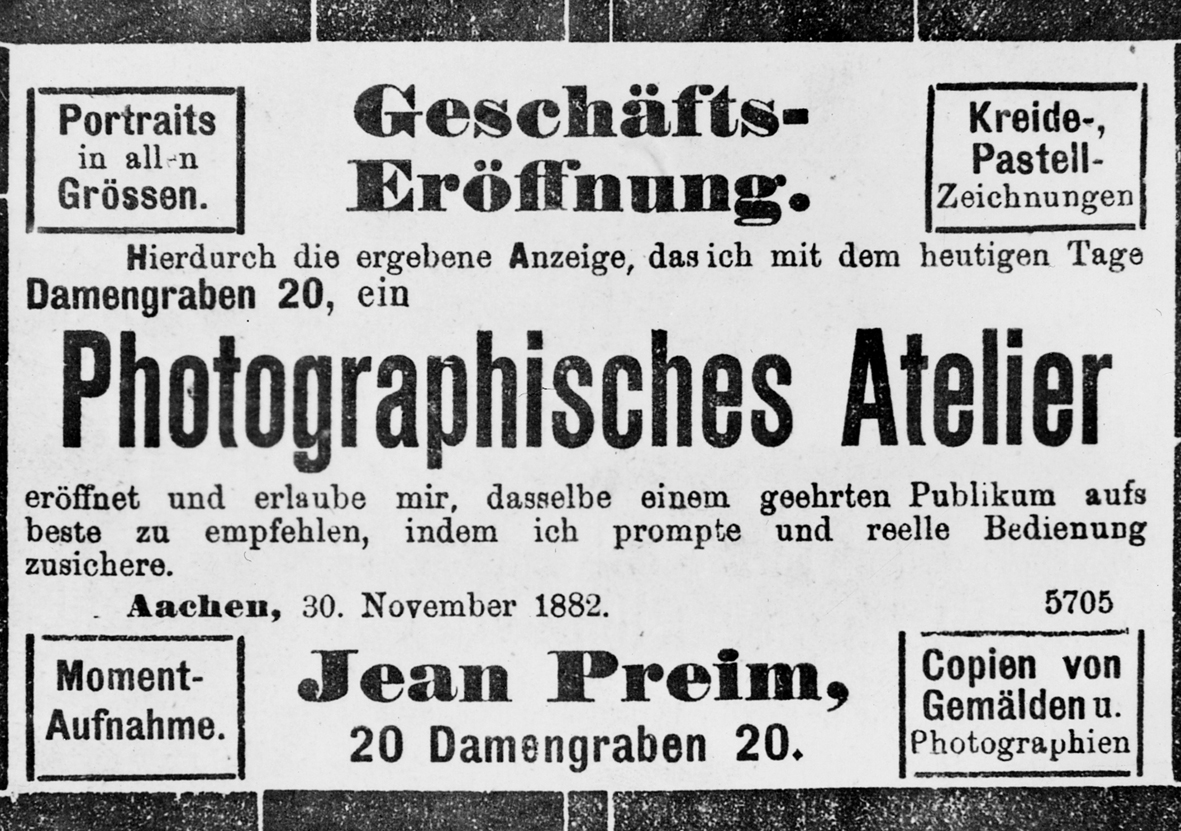
Eröffnungsanzeige Fotohaus Preim Aachen 1882

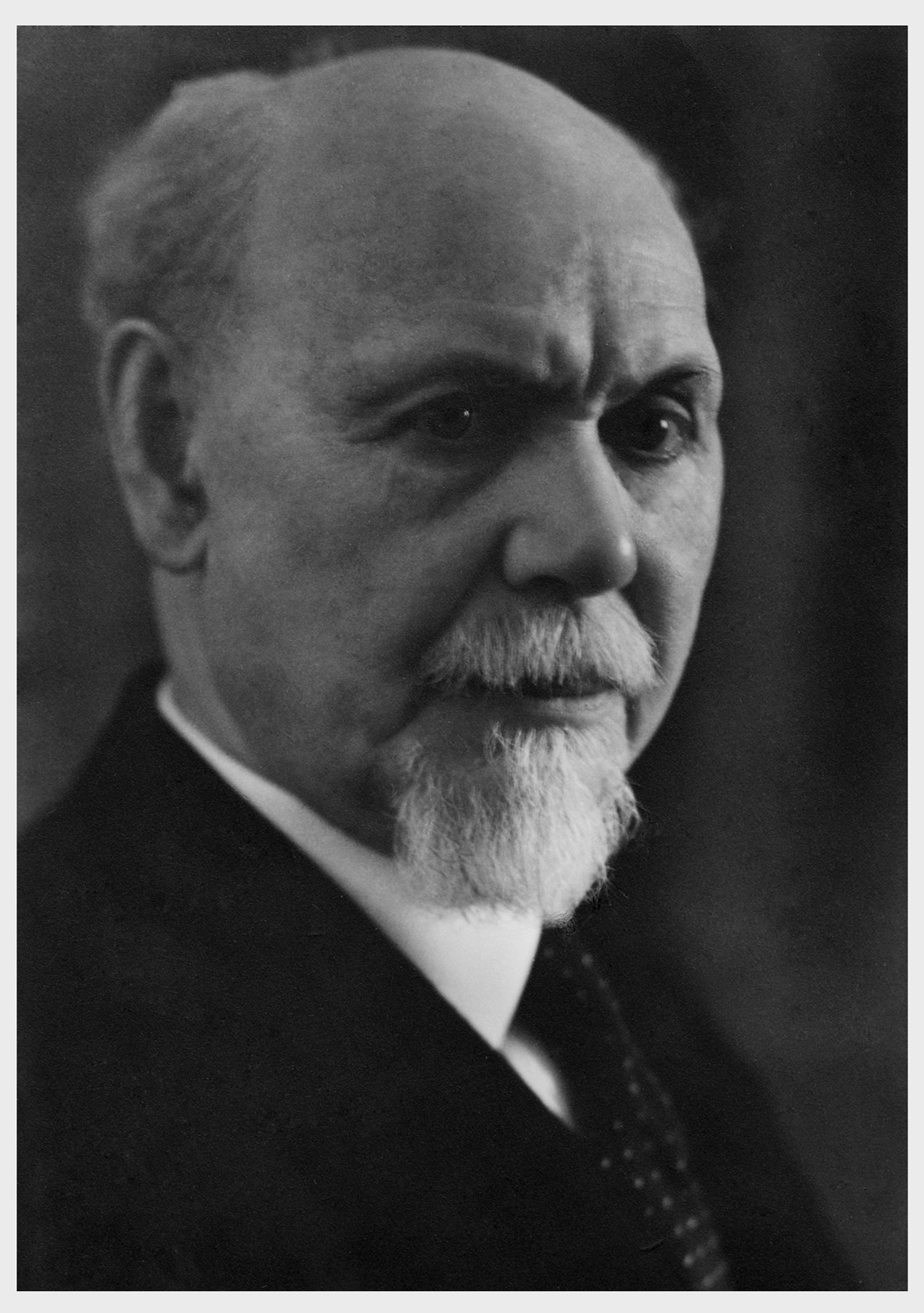
Jean Preim

Das 1882 gegründete fotografische Atelier, die heutige Fotohaus Preim GmbH (früher Jean Preim oder Photo Preim) ist heute eines der ältesten noch existierenden Fotofachgeschäfte in Deutschland.

## Geschichte
Jean Preim gründete am 20. November 1882 Foto Preim, ein Fotografisches Atelier. Die erste Adresse des Geschäftes war am Da(h)mengraben 20 in Aachen. Aus der Werbeanzeige zur Neueröffnung geht hervor, dass zu Jean Preims Angebot neben fotografischen Porträts in allen Größen und Momentaufnahmen auch Kreide- und Pastellzeichnungen sowie Kopien von Gemälden und Fotografien umfasste und er „prompte und reelle Bedienung“ zusicherte. Aus dieser Zeit sind noch einige Carte de visites  und Kabinettkarten erhalten, die zum Teil durch künstlerisch verzierte Rückseiten-Anzeigen gekennzeichnet waren. Ein frühes Porträt, das das Fotoatelier Jean Preim von Edouard Mussche anfertigte, befindet sich heute im Amsterdamer Rijksmuseum.
Im Jahr 1905 zog Jean Preim mit seinem Geschäft, das „sich großer Beliebtheit erfreute“ in die Komphausbadstraße 23 in der Aachener Innenstadt in die Kolonnaden des Alten Kurhauses um. Im Jahr 1920 übernahm Wilhelm Preim das Geschäft seines Vaters, das er im Jahre 1932 umbauen und um ein Labor und eine Fotohandlung erweitern ließ. Ende der 1920er Jahre arbeitete das Atelier Jean Preim Sohn mit Rudolf Schwarz zusammen und fotografierte gemeinsame mit Albert Renger-Patzsch moderne Architektur in Aachen. Die Porträtsammlung des Deutschen Museums München besitzt eine Aufnahme von Paul Wilski im Bestand, die 1934 im Atelier Wilhelm Preim angefertigt wurde.
Wie ein Großteil der Aachener Innenstadt wurden auch die Geschäftsräume von Foto Preim im Zweiten Weltkrieg durch Bombenangriffe fast vollständig zerstört. Das Ladengeschäft und das Fotostudio zogen vorübergehend ins Haus Nuellens am Aachener Elisenbrunnen, aber der Aufbau des Labors wurde noch während des Krieges in der Komphausbadstraße begonnen. Kurz vor dem Ende der Bauarbeiten wurde das Geschäft durch einen weiteren Bombenangriff vollständig zerstört. Aus diesem Grund musste Foto Preim mit seinen Geschäftsräumen während des Krieges ein weiteres Mal umziehen, diesmal ins Haus Geka in der Adalbertstraße. Bei einem weiteren Umzug im Jahr 1948 zog Wilhelm Preim mit seinem Geschäft in das Haus Appelrath am Aachener Dom. Im Mai 1949 folgte ein weiterer Umzug in die Ursulinerstraße 7–9, ein Haus neben den heutigen Geschäftsräumen. Aus dieser frühen Periode des Wiederaufbaus besitzt das Deutsche Bergbau-Museum Bochum einige Porträts von Aachener Ingenieuren.
Der Neubau des Geschäftshauses in der Ursulinerstraße 3–5 begann im Januar 1957 und zum 75-jährigen Firmenjubiläum wurde am 16. Mai 1958 das Fotohaus Preim in seinen neuen Geschäftsräumen eröffnet. Im Rahmen der Umfirmierung von Foto Preim in die Fotohaus Preim GmbH im Jahr 1977 gab Wilhelm Preim auch die Geschäftsführung an Günther Schimmack und Horst Flägel ab. Das 100-jährige Firmenjubiläum wurde im Jahr 1982 gefeiert. Es folgten weniger gute Jahre, bis im Jahre 1998 die Familie Lorenz die Fotohaus Preim GmbH übernahm und das Aachener Traditionsgeschäft so vor der Schließung rettete. Marc Lorenz, der schon davor in den familiären Fotogeschäften tätig war, übernahm nach seinem Studium im Jahr 2003 die Geschäftsleitung des Fotohauses Preim und feierte fünf Jahre später das 125-jährige Bestehen von Photo Preim. Anlässlich des 130-jährigen Jubiläum wurden die Geschäftsräume Ende des Jahres 2012 ein weiteres Mal modernisiert.
Am 27. und 28. April 2013 feierte das Unternehmen das 130-jährige Firmenjubiläum mit dem Aachener Fotofestival im Eurogress Aachen. In jedem Jahr richtet Foto Preim gemeinsam mit der Aachener Zeitung den Foto-Wettbewerb Blende aus.

## Geschäftsräume der Firma

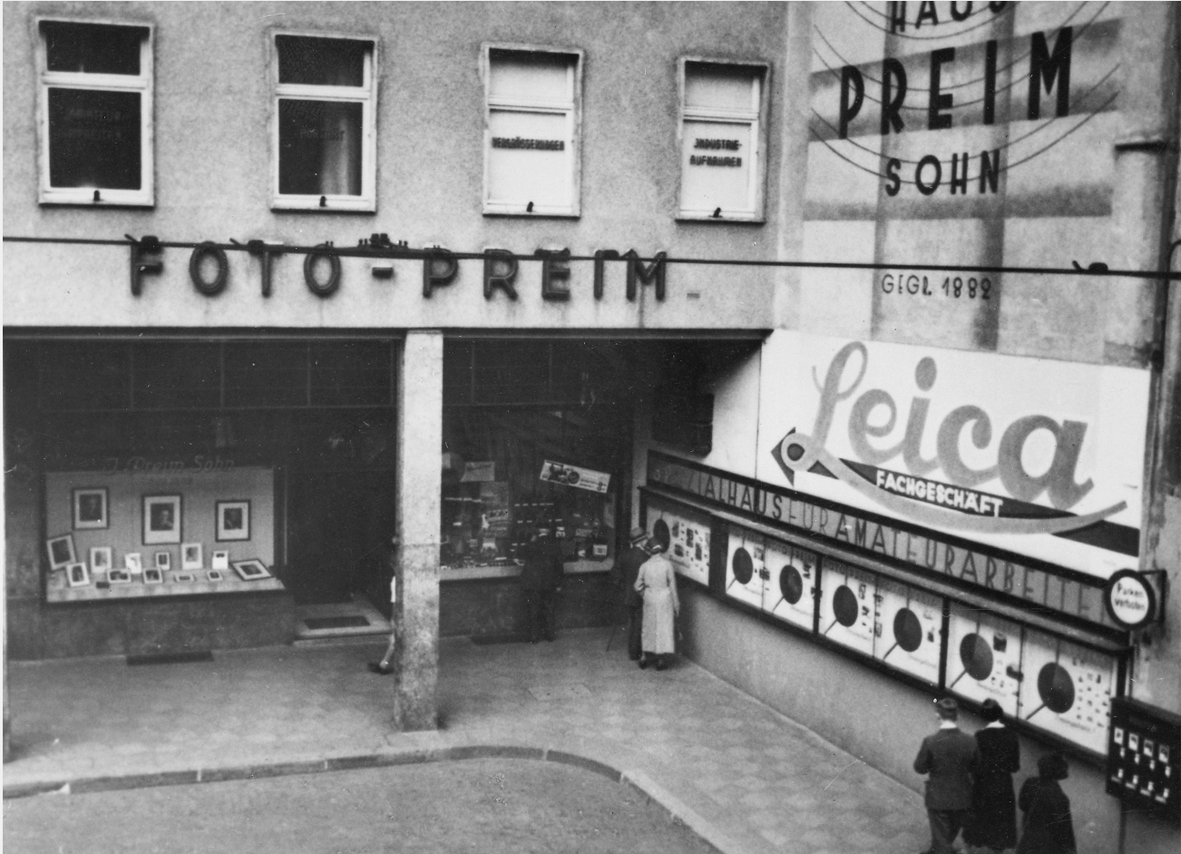
Comphausbadstraße 23
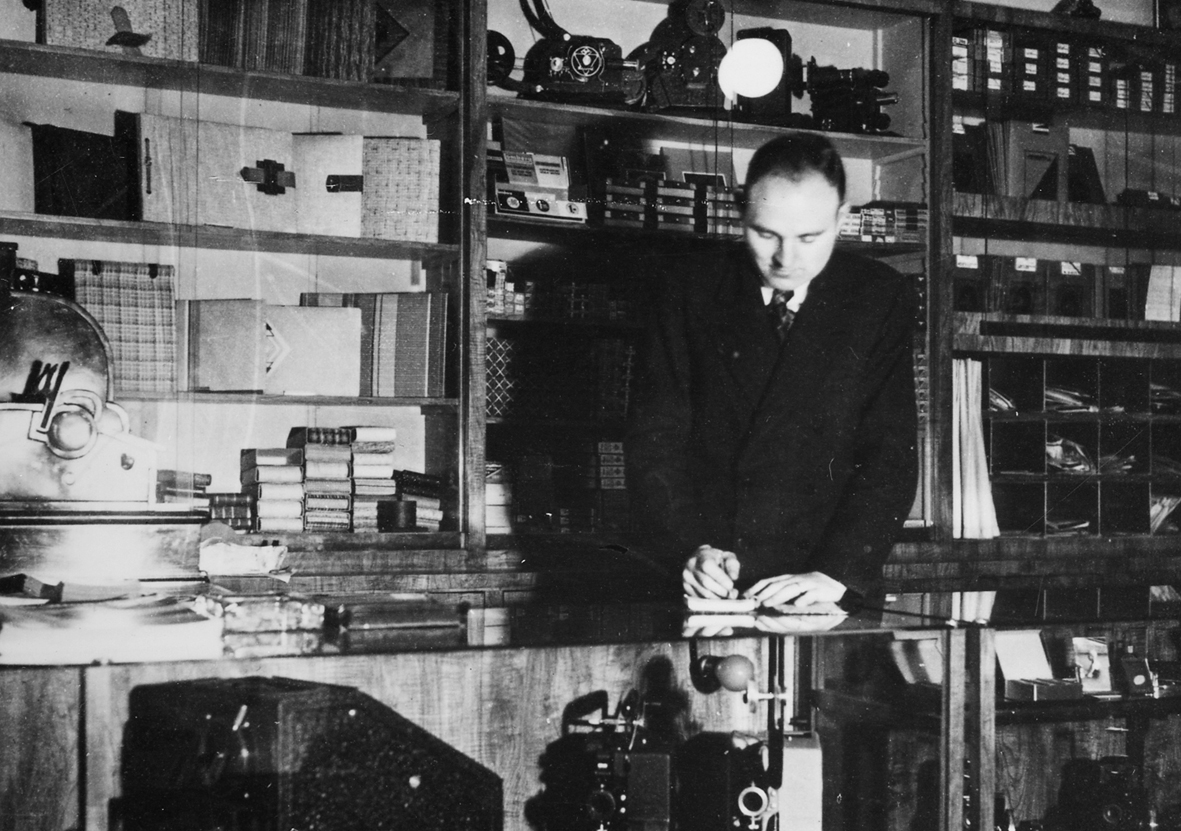
Verkäufer in der Comphausbadstraße
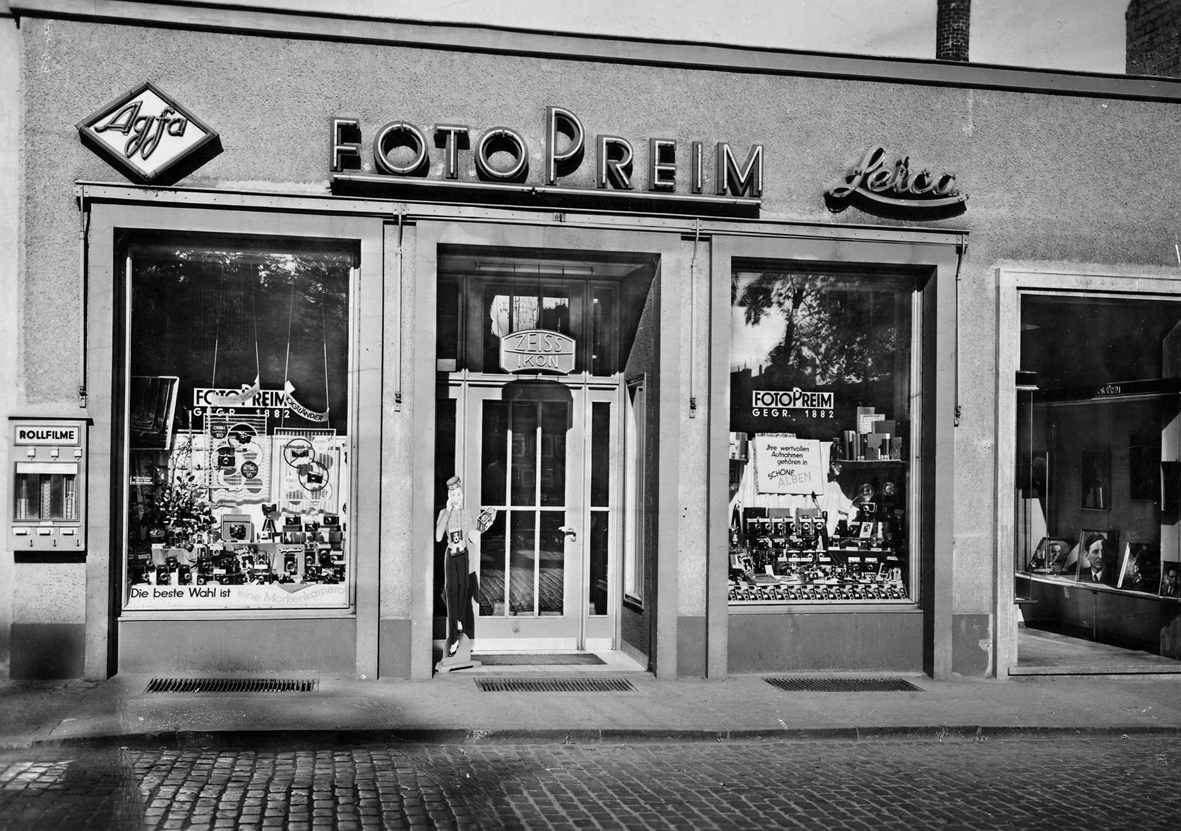
Ursulinerstraße 7–9
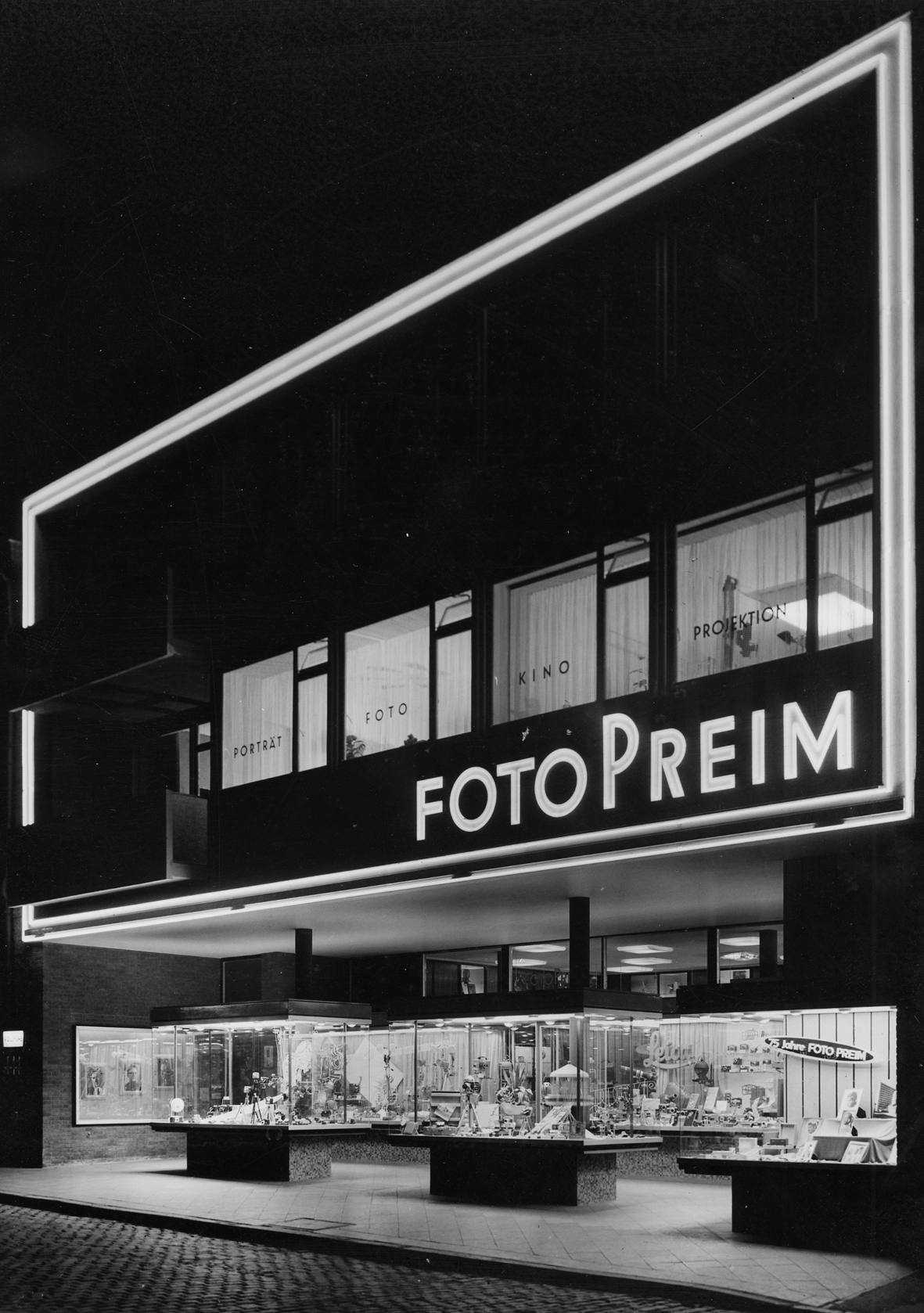
Ursulinerstraße 3–5
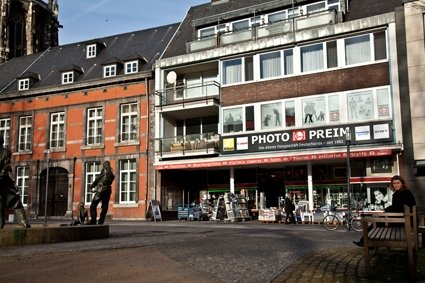
Aktueller Standort

## Frühe Arbeiten der Firma: Carte de Visite und Werbung

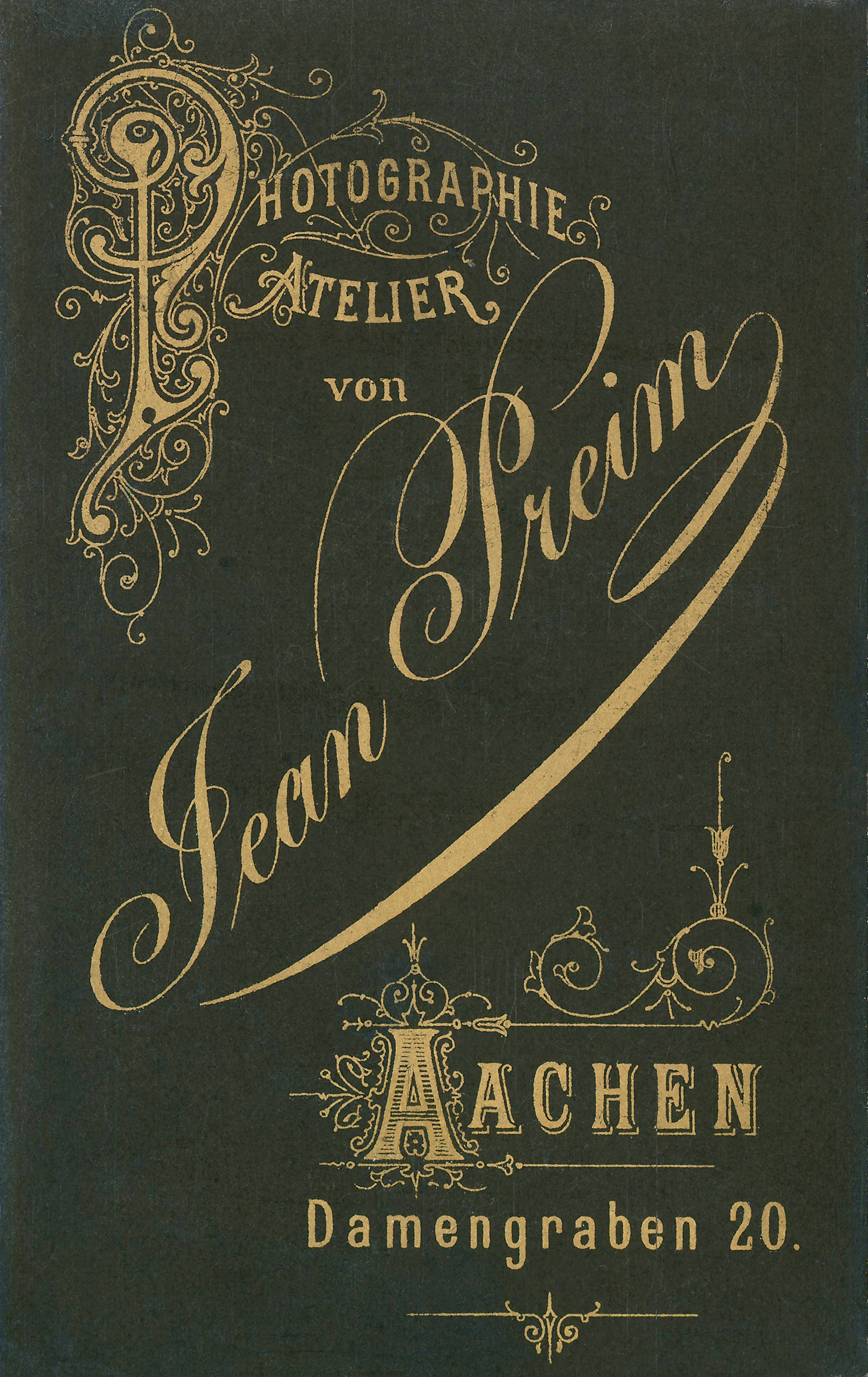
Carte de Visite, Rückseite, um 1900
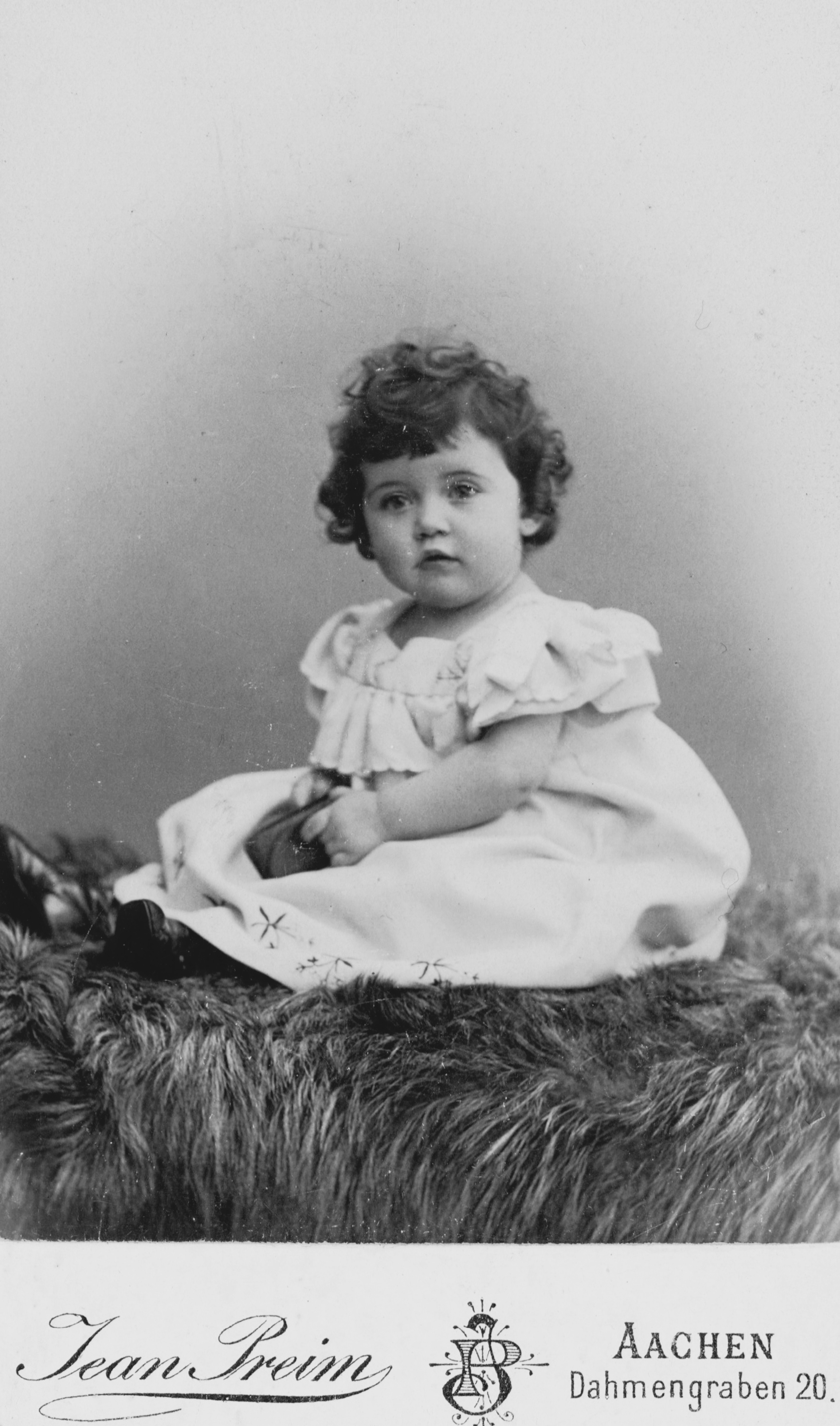
Carte de Visite, Kleinkind, um 1900
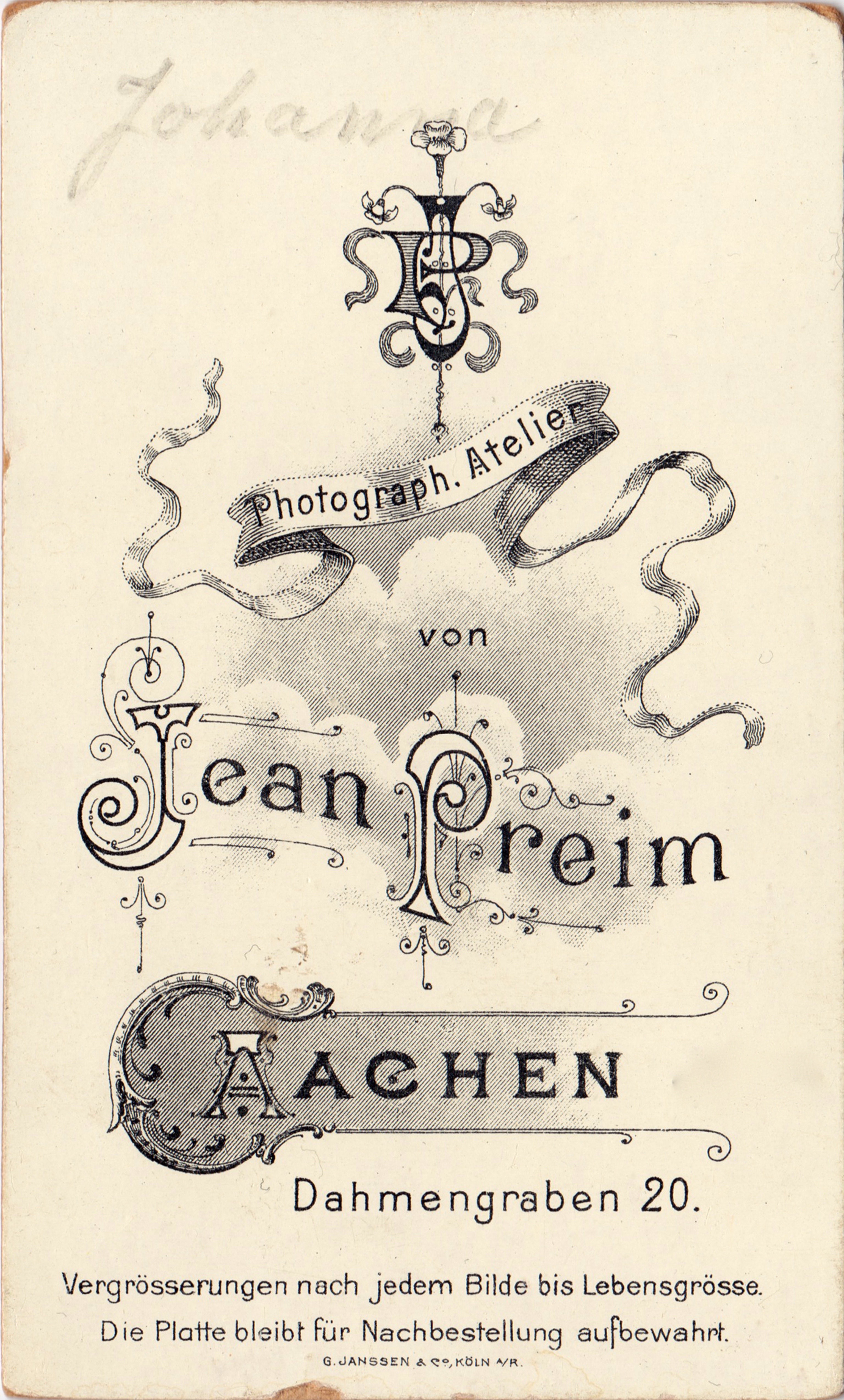
Carte de Visite, Rückseite, um 1900
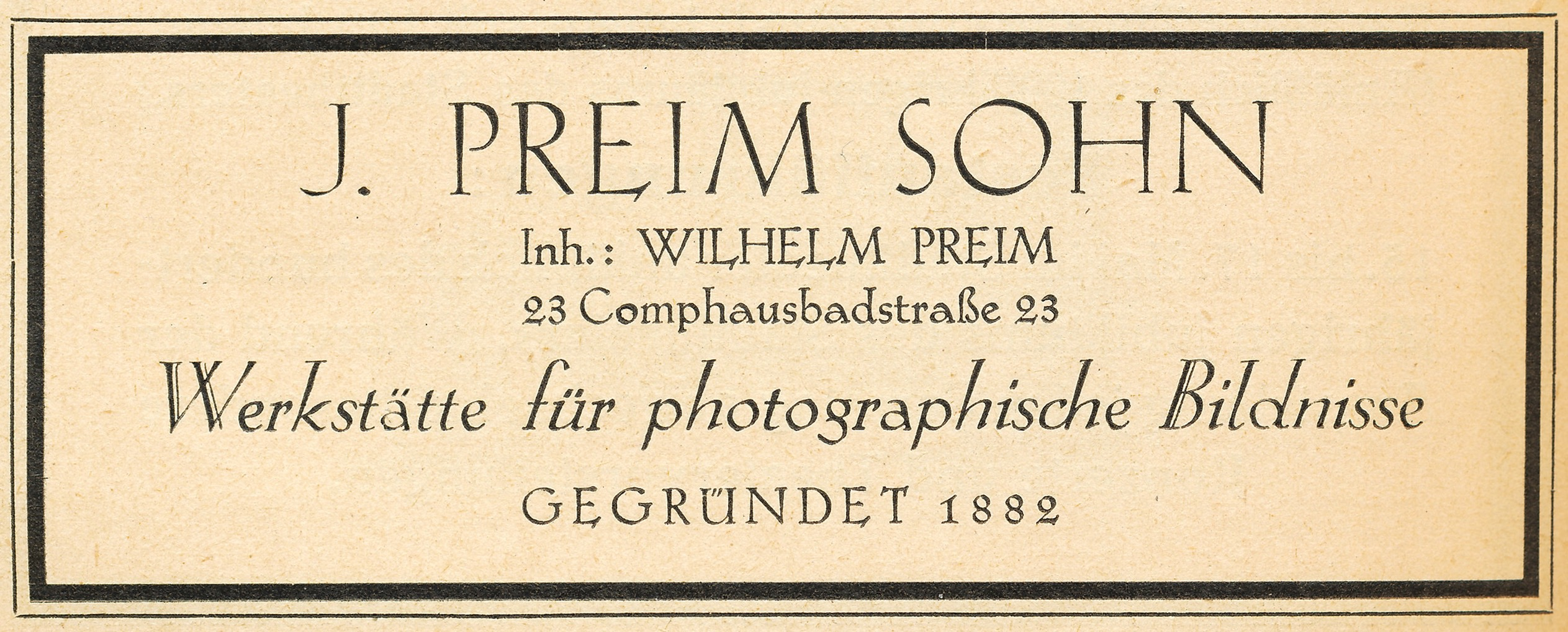
Werbung um 1920